# La visión (single)

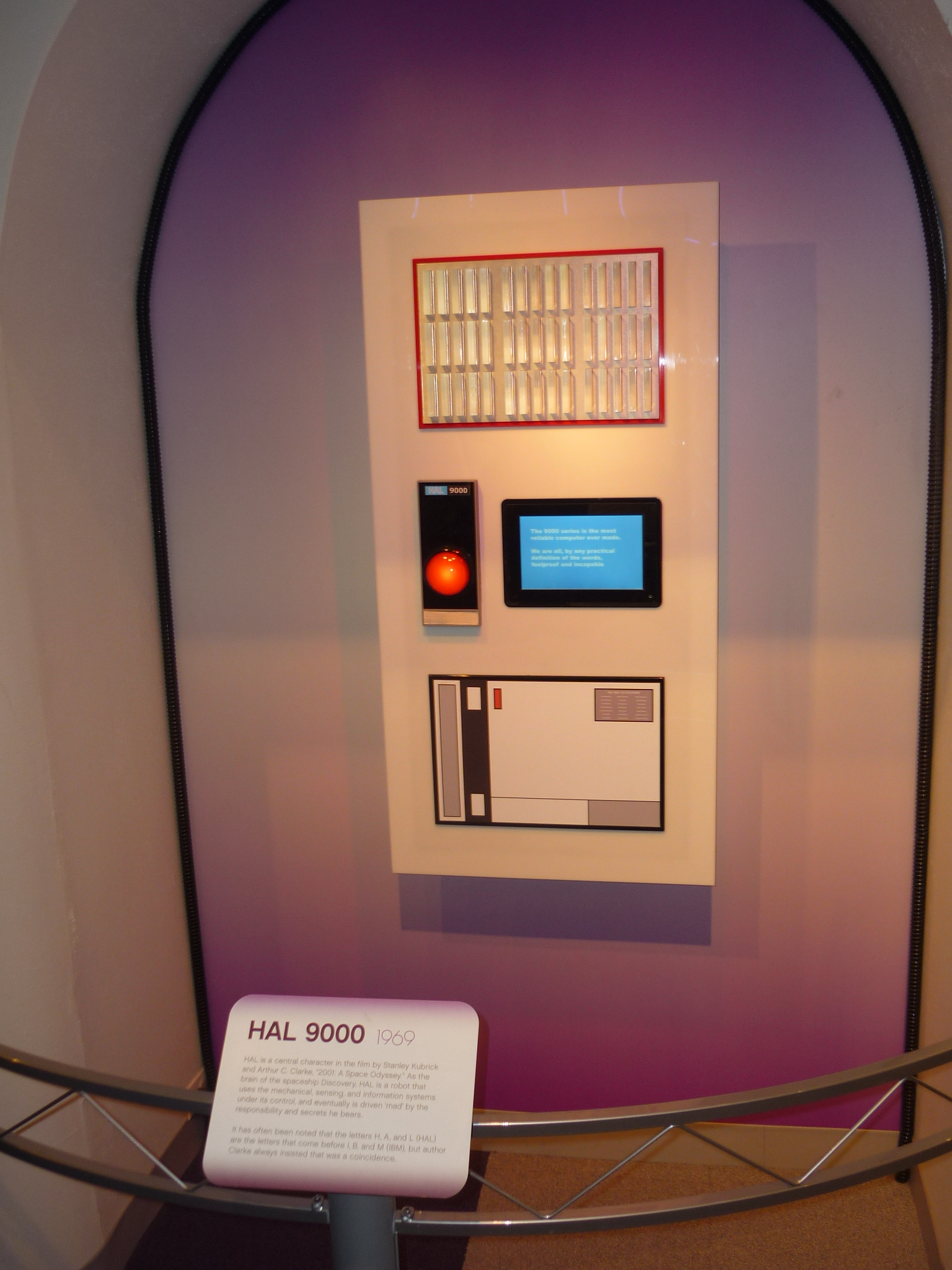
Una réplica de HAL 9000 (acrónimo en inglés de Heuristically programmed ALgorithmic computer) que apareció en la película de Stanley Kubrick, 2001: Una odisea del espacio. En la imagen en el Salón de la Fama del Robot, clase inaugural de 2003, en el Carnegie Science Center en Pittsburgh.

«La visión» es un sencillo del grupo musical Aviador Dro editado en el año 1981 por el sello "Movieplay" bajo la referencia 02.2376/4.

Fue grabado en agosto el año 1980 en los estudios Sonoland de Madrid y producido por Jesús Gómez.
El tema de la cara B del sencillo "Hal 9000" está dedicado a la malévola computadora de la película 2001: Una odisea del espacio.

## Lista de canciones
| Título    | Autor                             | Duración |
| --------- | --------------------------------- | -------- |
| La visión | Servando Carballar, Gabriel Riaza | 2:01     |
| Hal 9000  | Servando Carballar                | 3:43     |